# June Newton
Pour les articles homonymes, voir Browne, Alice Springs (homonymie) et Newton.
June Newton (née Browne) est un modèle, une actrice de théâtre et une photographe portraitiste australienne née le 3 juin 1923 à Melbourne et morte le 9 avril 2021 à Monte-Carlo.
En tant qu'actrice, elle est connue professionnellement sous le nom de June Brunell afin de ne pas être confondue avec l'actrice anglaise June Brown. Elle remporte le Erik Award (en) de la meilleure actrice en 1956.
Devenue June Newton à la suite de son mariage avec le photographe allemand Helmut Newton en 1948, elle travaille comme photographe, à partir de 1970, sous le pseudonyme d'Alice Springs en clin d'œil à la ville située au centre de son pays natal.

## Biographie
Actrice, June Browne épouse le photographe allemand Helmut Newton en 1948, et elle remporte le Erik Award (en) de la meilleure actrice de théâtre en 1956.
Renonçant rapidement à une carrière d’actrice, pour se consacrer à l’œuvre de son mari, elle s’investit dans la peinture, avec les pinceaux et les couleurs qu’il lui donne.
Elle se lance dans la photographie aux alentours de 1970 sous le nom d’Alice Springs, en remplaçant au pied levé son mari malade du cœur. Il lui apprend à manier son matériel photographique, boîtier ainsi que luxmètre lui permettant d'honorer à sa place la commande d'une série de photos publicitaires pour la marque de cigarettes Gitanes,.
Son travail photographique est composé de séries personnelles, de campagnes publicitaires et de portraits de personnalités telles que Yves Saint Laurent, Gore Vidal, Balthus, Robert Mapplethorpe et Brassaï, ainsi que de stars hollywoodiennes comme Nicole Kidman et Anjelica Houston. Elle travaille pour les magazines Vanity Fair, Elle et Vogue.
Elle travaille aussi sur Melrose Avenue à Los Angeles, où elle documente les scènes punk et hip-hop de la Californie des années 1980. Elle publie son premier livre Portraits en 1983.

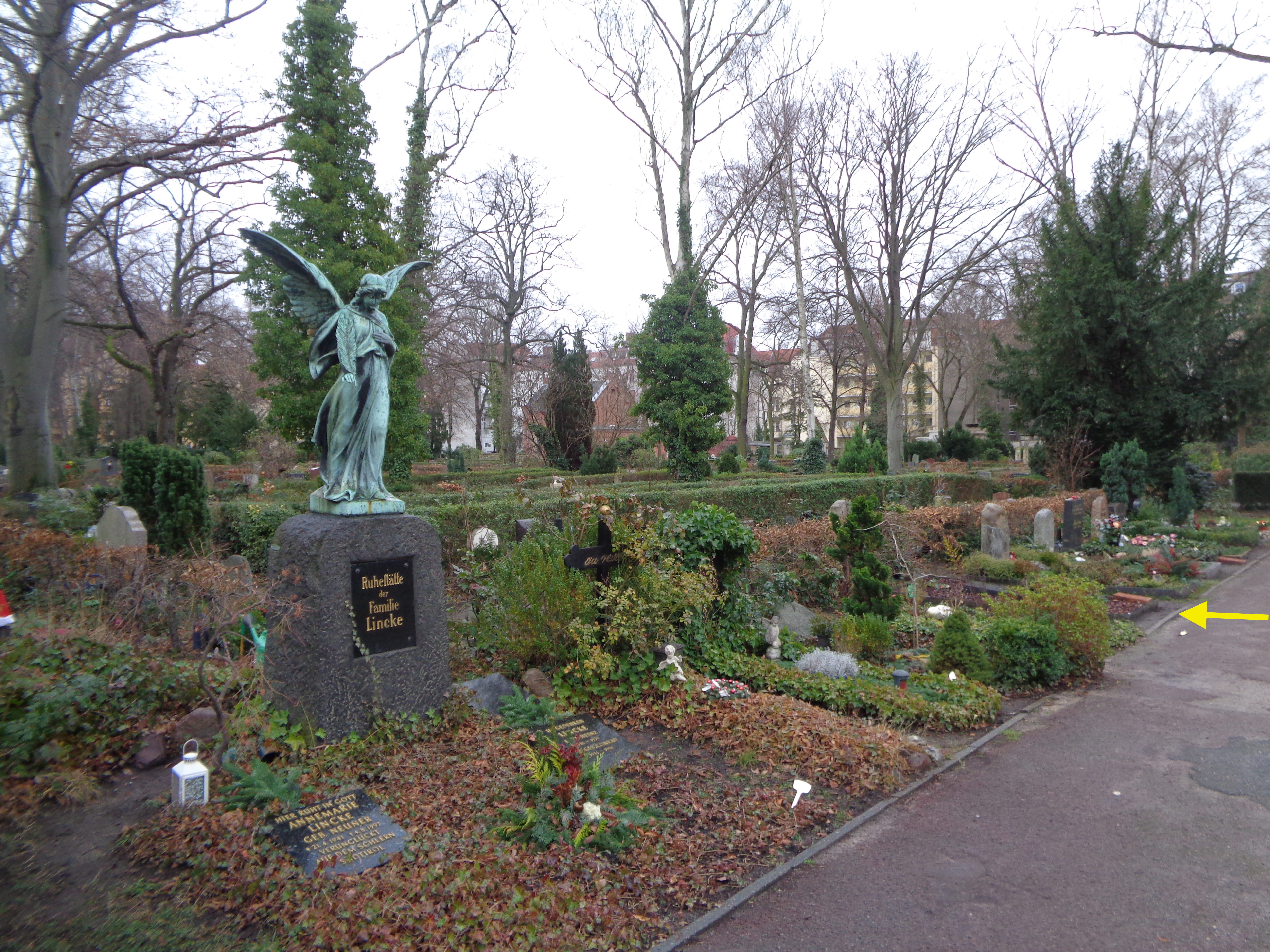
Sépulture à Berlin de June et Helmut Newton (flèche jaune).

Après la mort d’Helmut Newton en janvier 2004 à Los Angeles des suites d'une crise cardiaque au volant de sa voiture, elle créé cette même année la Helmut Newton Foundation à Berlin dont elle est la présidente jusqu’à sa mort. Alice Spring a assuré la direction artistique de tous les ouvrages et catalogues d'expositions d’Helmut Newton.
Alice Springs habite à Londres, puis Paris, et ensuite partage sa vie entre Los Angeles et Monte-Carlo où elle meurt à 97 ans, le 9 avril 2021,. Elle est inhumée au côté de son mari à Berlin au cimetière Friedhof Schöneberg III (de).

## Publications
- Alice Springs. Portraits, introduction Christian Caujolle, Éditions du Regard, Paris, 1983, Twelvetrees Press, Pasadena, 1986, Schirmer/Mosel, Munich, 1991.
- Alice Springs. Portraits, catalogue d’exposition, musée Sainte-Croix, Poitiers, 1985.
- Alice Springs, catalogue d’exposition, Espace Photo Paris, Paris Audiovisuell, 1986.
- Alice Springs. Portraits récents, catalogue d’exposition, Musée d'Art moderne de Paris, Paris, 1988.
- Alice Springs. Retratos, catalogue d’exposition, Centro Cultural Arte Contemporaneo, Mexico City, 1990.
- Helmut Newton / Alice Springs, Us and Them, Scalo, Zurich 1998, Taschen, Cologne, 2016.
- Mrs. Newton, Taschen, Cologne 2004.
- Alice Springs. Photographs, Taschen, Cologne, 2010.  (ISBN 978-3-836-52579-4)
- Alice Springs, The Paris Mep Show, Taschen, Cologne, 2016.

## Expositions
Liste non exhaustive :
- 1978 : Canon Gallery, Amsterdam
- 1980 : Canon Gallery, Genève
- 1980 : Duc et Camroux, Paris
- 1982 : David Heath Gallery, Atlanta, Georgie
- 1983 : Olympus Gallery, Londres
- 1983 : Galerie de France, Paris
- 1984 : Musée Chéret, Nice
- 1985 : Alice Springs, Musée Sainte-Croix, Poitiers
- 8 avril - 8 mai 1986 : Alice Springs,  Espace photographique de la Ville de Paris[9].
- 1988 : Alice Springs. Portraits récents,  Musée d’Art Moderne de la Ville de Paris, Paris
- 1990 : Alice Springs. Retratos, Centro Cultural Arte Contemporaneo, Mexico,
- 2013-2014 : Helmut Newton & Alice Springs - Us and them, Maison de la photographie de Lille[10]
- 2015 : Alice Springs, Maison européenne de la photographie (Paris)[11],[12]

## Helmut by June
Après son installation à Monte-Carlo, sa vie avec Helmut Newton fait l'objet d’un documentaire réalisé en 1995, Helmut by June, coproduit par Canal +. La majorité des scènes du documentaire datent des années 1990. Elles sont filmées en utilisant une caméra vidéo offerte à son mari comme cadeau de Noël,. Le réalisateur Brett Ratner, ami d'Helmut, visualise ce documentaire et décide d'en faire une version commerciale pour les États-Unis. Il tourne deux minutes supplémentaires de film, qu'il ajoute en guise d'introduction. La version de Ratner, d'une durée de 58 minutes, est produite en 2007 avec l'appui financier de Cinemax.